# Župna crkva Uznesenja Blažene Djevice Marije u Resniku
Župna crkva Uznesenja Blažene Djevice Marije katolička je crkva koja se nalazi u zagrebačkoj četvrti Peščenica – Žitnjak u naselju Resnik. Iako se u Popisu župa Zagrebačke biskupije spominje župa sa župnom crkvom u Resniku koja je postojala još 1334. godine, stariji je dio današnje župne crkve građen od 1674. do 1679. godine. Sadašnji oblik, po zamisli Hermana Bolléa, crkva je dobila 1887. godine nakon potresa koji je pogodio Zagreb 1880. godine. U potresima koji su pogodili Hrvatsku 22. ožujka i 29. prosinca 2020. godine, župna crkva i župna kuća teško su oštećene te je obnova 2025. godine još u tijeku.

## Galerija
- Pročelje i ulaz u crkvu
- Ulazna vrata crkve
- Pogled na crkvu s pristupne ulice
- Skulptura Majke Božje smještena u dvorišu pored ulaza u crkvu
- Kip Majke Božje